# Medalla de Oro de la Comunidad Autónoma de Baleares
La Medalla de Oro de la Comunidad Autónoma de las Islas Baleares es el máximo galardón que otorga la comunidad autónoma de las Islas Baleares en atención a los méritos de las personas e instituciones que han destacado en su trayectoria personal o profesional contribuyendo de forma considerable en la sociedad balear y en los intereses de esta. 
Es otorgado anualmente por el presidente del Gobierno de las Islas Baleares en uno de los actos conmemorativos del día de las Islas Baleares, usualmente en La Lonja de Palma. El mismo día también se otorgan los Premios Ramon Lull, otros galardones de gran importancia otorgados por el ejecutivo autonómico.

## Lista de galardonados
- El presidente Gabriel Cañellas otorga la primera Medalla de Oro al rey Juan Carlos I en 1983.1983: 

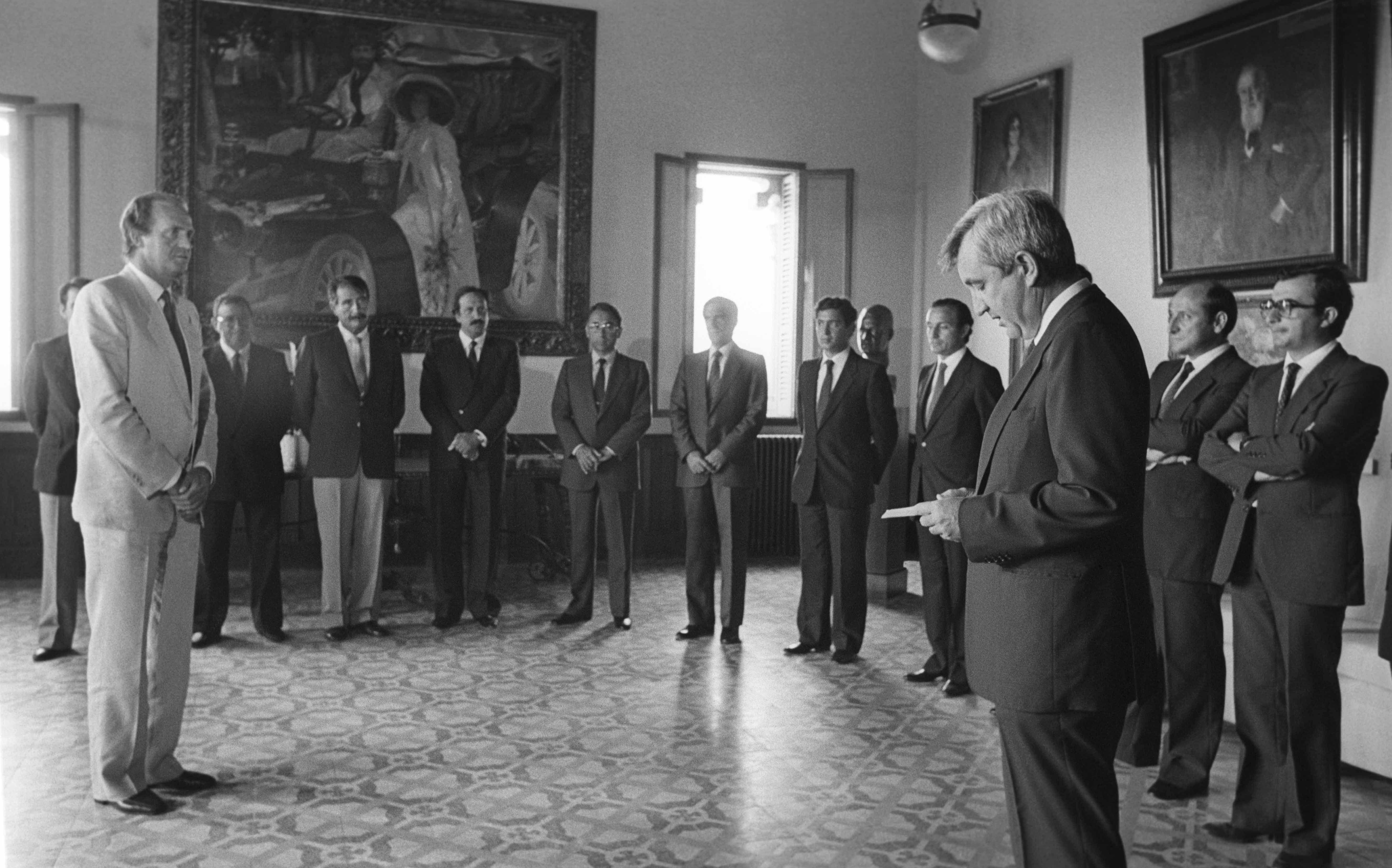
El presidente Gabriel Cañellas otorga la primera Medalla de Oro al rey Juan Carlos I en 1983.

  - categoría especial: Juan Carlos I
  - categoría ordinaria: Lorenzo Villalonga (a título póstumo), Francesc de Borja Moll y Marià Villangómez.
- 1984: Sebastià Garcías Palou y Guillem Colom Casasnovas.
- 1985: Nicolás Cotoner y Cotoner, Marqués de Mondéjar.
- 1989: Vicent Juan Guasch.
- 1990: Juli Ramis i Palau.
- 1991: Mossèn Bernat Julià Rosselló y Josep Coll i Bardolet.
- 1992: Pedro Montañés Villalonga.
- 1993: Bartomeu Marí Marí.
- 1994: Comunidades Baleaares en el Exterior.
- 1995: Hermandades de Donantes de Sangre de Mallorca, Menorca, Ibiza y Formentera.
- 1996: Josep Mascaró Pasarius.
- 1997: Santiago Rodríguez-Miranda, Félix Pons Irazazábal y Abel Matutes Juan.

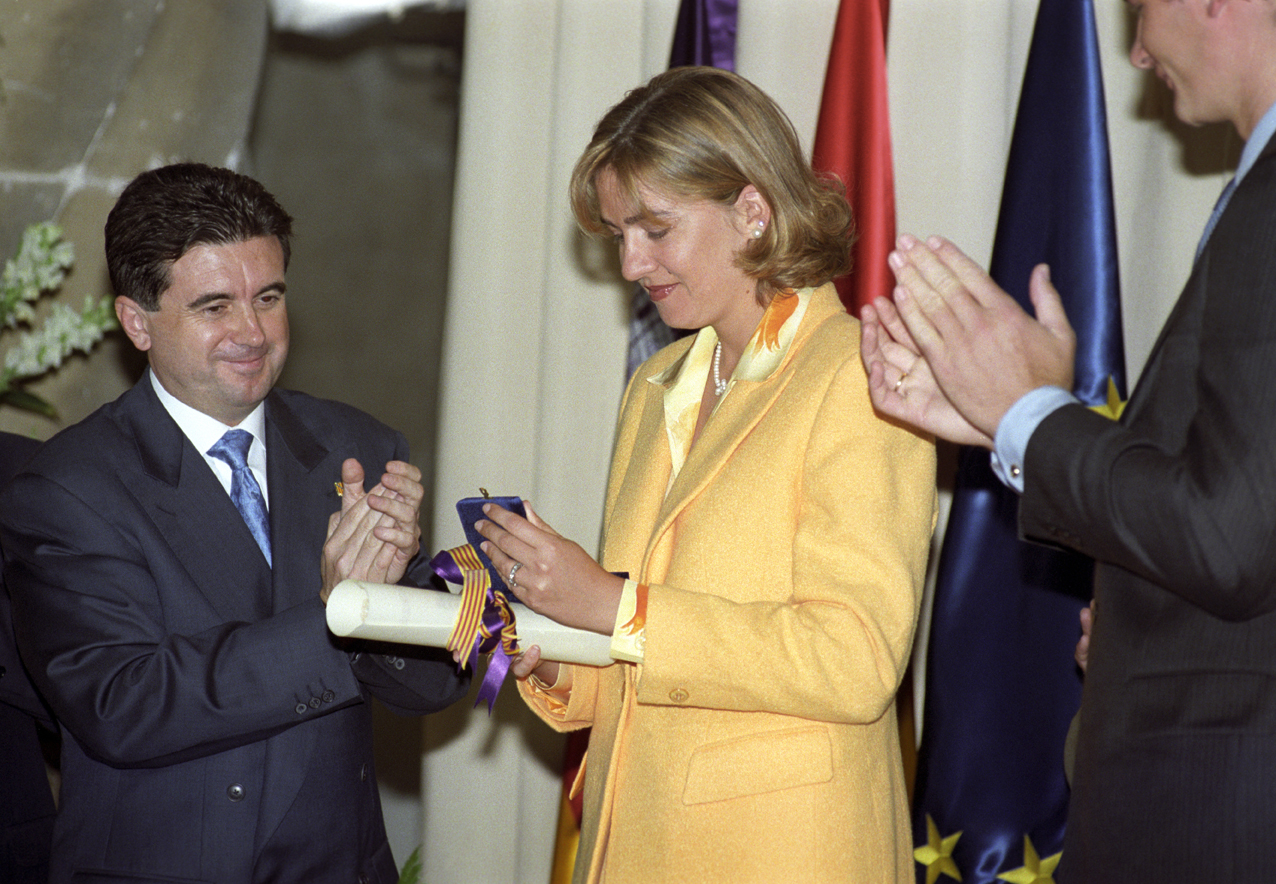
Los duques de Palma de Mallorca reciben la Medalla de Oro de 1998 a manos del presidente Jaume Matas.

- Los duques de Palma de Mallorca reciben la Medalla de Oro de 1998 a manos del presidente Jaume Matas.1998: Miquel Batllori i Munné, Álvaro Santamaría Arández y los Duques de Palma de Mallorca.
- 1999: Josep Melià Pericàs, Miquel Dolç i Dolç (a título póstumo) y Antoni Martorell.
- 2000: Miquel Barceló Artigues y Joan Marí Cardona.
- 2001: Sociedad Arqueológica Llulliana.
- 2002: Teodor Úbeda Gramage, Círculo Artístico de Ciudadela, Obra Cultural Balear y Grupo Ornitológico Balear.
- 2003: Editorial Moll y Comissió dels Onze.
- 2004: Llorenç Fluxá Figuerola.
- 2005: Fomento Turístico de Mallorca, Rafel Timoner Sintes y Joan Pons Álvarez.
- 2006: Jeroni Albertí, Francesc Tutzó, Gabriel Cañellas, Cristòfol Soler, Francesc Antich, Pedro Marí Torres y Antoni Tur Ferrer.
- 2007: Bartomeu Català Barceló
- 2008: ARCA, Fundació Patronat Obrer de Sant Josep, Rafael Nadal y Robert Graves.
- 2009: RIU Hotels, Joan Llaneras, Universidad de las Islas Baleares y Jon Urtzon.[1][2]
- 2010: Josep Amengual Batle, Fons Mallorquí, Menorquí i Eivissenc de Solidaritat i Cooperació, Liz Mohn, Maria Rosa Bueno Castellano (a título póstumo)[3] y Pere Antoni Serra Bauzà[4]
- 2011: Carles Moyà, Guillem d'Efak (a título póstumo) y Cáritas.[5]
- 2012: Miquel Lladó Oliver (a título póstumo).[6]
- 2013: Marilén Pol Colom  (a título póstumo), Jorge Lorenzo Guerrero, Organización Nacional de Ciegos Españoles (ONCE).

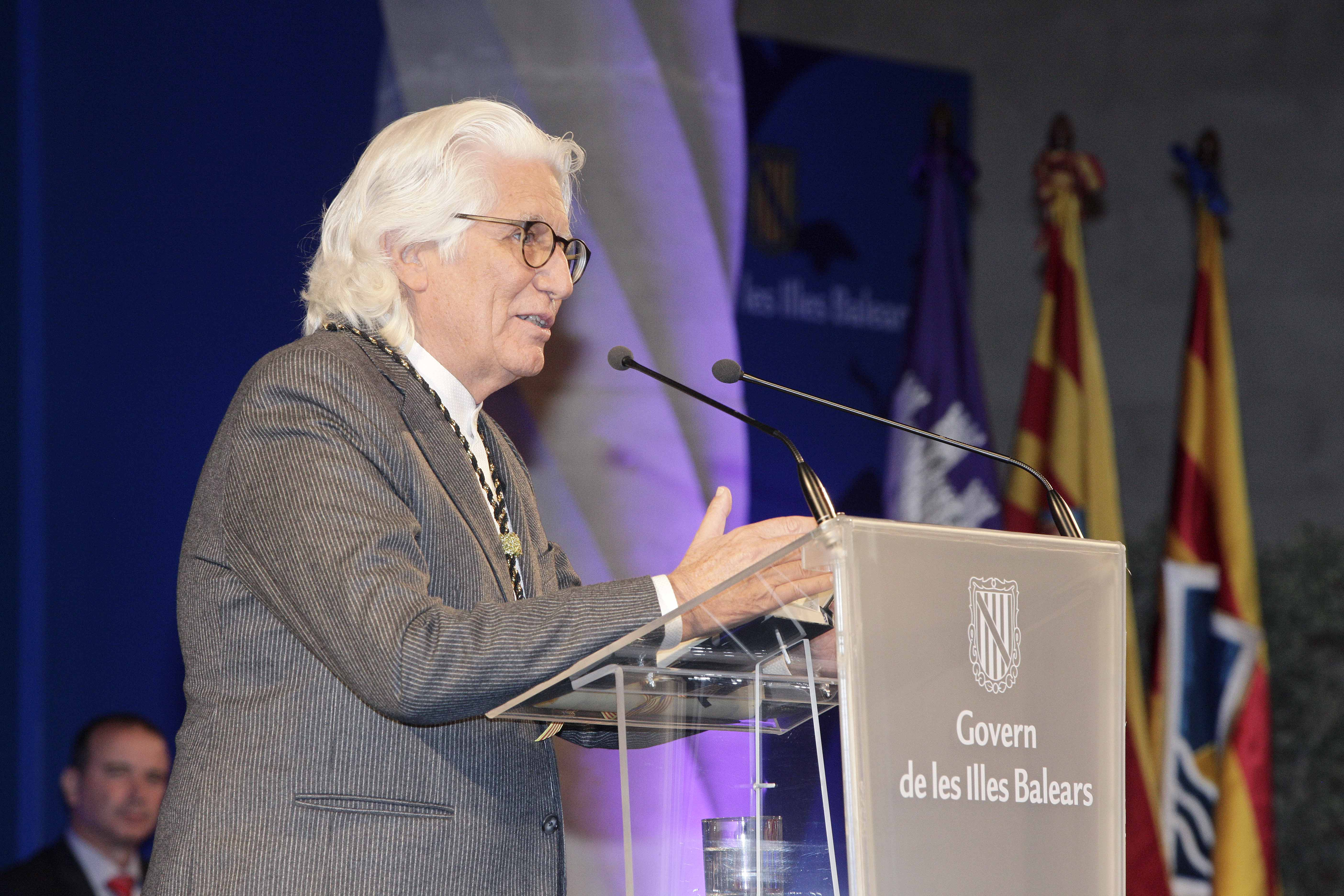
Miquel Fluxà Rosselló agradeciendo la concesión del galardón.

- Miquel Fluxà Rosselló agradeciendo la concesión del galardón. 2014: Miquel Fluxà Rosselló (Presidente de Iberostar)
- 2015: Román Piña Homs (Jurista e historiador mallorquín)[7]
- 2016: Oriol Bonnín Gubianas (Cardiólogo)[8]
- 2017: Joan Veny Clar y Maria del Mar Bonet.[9]
- 2018: Lluís Quintana-Murci y Carme Riera i Guilera .
- 2019: Moviment solidari amb el Llevant de Mallorca y Josep Massot i Muntaner[10]
- 2020: Rafel Tur Costa (pintor) y a la Orquesta Sinfónica de Baleares[11]
- 2021: profesionales sanitarios que luchaban contra la pandemia de la COVID-19[12]
- 2022: Elías Torres (arquitecto), Maria Antònia Oliver (escritora)[13]
- 2023: Agustí Villaronga, Antònia Vicens y Gabriel Janer Manila[14]
- 2024: Sofía de Grecia[15]